# کاتالینا ایندیا
ایندیا کاتالینا (زادهٔ ۱۴۹۵) یک بومی از قومیت موکانا از سواحل اقیانوس اطلس کلمبیا بود که توسط پدرو د اردیا ربوده شد تا یک مترجم و واسطه باشد و در فتح کلمبیا توسط اسپانیایی‌ها نقش داشته باشد.

## زندگی‌نامه
کاتالینا در حدود سال ۱۶۰۹، در کودکی، توسط فاتح اسپانیایی دیگو د نیکوزا در شهری که اکنون به نام گالرازامبا (زامبا) شناخته می‌شود، در بخش بولیوار کلمبیا ربوده شد. همان‌طور که ثابت شده است، کاتالینا ایندیا خواهرزاده یکی از رؤسای اصلی منطقه زامبا بوده است. این قبیله متعلق به گروه قومی موکانای کارائیب بوده است و پس از ربوده شدن او در زمانی که دختر بسیار جوانی بوده است او را به سانتو دومینگو بردند و در آنجا آداب و رسوم اسپانیایی را به او آموختند. آداب و رسوم و اعتقادات مذهبی به‌طور کامل طی چند سال به کاتالینا آموزش داده شد.
اطلاعاتی دربارهٔ کاتالینا ایندیا وجود دارد که می‌توان آنها را در متون تاریخی مانند کتاب «گونزالو فرناندز دو اویدو» و کتاب «خوان دی کاستلانوس» مشاهده کرد. گونزالو فرناندز دی اویدو نوشت است که پدرو د هردیا، در سفر فتح‌آمیز خود به کارتاخنا در ژانویه ۱۵۳۳، دو مرد را برای یافتن یک مترجم زبان بومیان کلمبیا به اسپانیایی را به کلمبیا فرستاد. کاتالینا در حدود سال ۱۵۲۷ به سرزمین خود بازگشت و سال ۱۵۳۳ بود که پدرو د هردیا او را به عنوان مترجم خود انتخاب کرد. به عنوان مترجم پدرو دی هردیا، کاتالینا به برقراری آرامش بین قبایل بومی متعددی کمک کرد. او سرخپوستان یورباکو، که اکنون به عنوان تورباکو شناخته می‌شوند را آرام کرد. آرامش در این قبیله که سال‌ها قبل خوان د لا کوزا را در جنگ کشته بودند، اهمیت بسیاری داشت. او قبیله‌های کارکس و بهایر را نیز آرام کرد و سپس برای اسپانیایی‌ها مکان گنجینه‌های طلایی مانند گنجینه‌های زیپاکوا و ماهاتس را آشکار ساخت. در حدود آوریل ۱۵۳۳، هردیا به همراه کاتالینا در یک سفر به شمال استان کارتاخنا رفت و در آن سفر کاتالینا موفق شد به سرزمین مادری خود که زامبا نام داشت برسد و با اقوامش که با دیدن او از او پذیرایی می‌کردند برود. قبیله کاتالینا به هردیا مقدار زیادی طلا دادند. کاتالینا با این که صیغه پدرو د اردیا بود اما با آلونسو مونتانز که برادرزاده دون پدرو بود، ازدواج کرد. این اتفاق پس از آن رخ داد که او به دزدی بین سال‌های ۱۵۳۷ تا ۱۵۳۸ متهم شد. مطالعاتی در این باره در شهر سویل از سال ۲۰۰۹ تا ۲۰۱۲، انجام شد و در مورد ازدواج کاتالینا ابهاماتی وجود دارد.
مشخص است که کاتالینا با اسپانیایی‌ها همکاری می‌کرده است و از سرزمین خود به آنها مسکن می‌داده است.
لقبی که به کاتالینا داده شده است به معنی «صلح‌ساز» توسط برخی مورخان مورد انتقاد قرار می‌گیرد، زیرا در پایان جنگی که کاتالینا با این عنوان در آن خدمت می‌کرد، سرخپوستان کالاماری که جزو بومیان بوده‌اند به‌طور کامل نابود و کشته شدند.
کاتالینا به عنوان نمادی از نژاد بومی کلمبیا و به عنوان یک زن مطیع و صلح طلب در خدمت پادشاهی اسپانیا معرفی می‌شود. او یکی از معدود چهره‌های بومی کلمبیا است که امروزه در بین مردم از او یاد و به او افتخار می‌شود.
کاتالینا در ۱۱ مه ۱۵۳۸ در کارتاخنا، کلمبیا درگذشت.
نام «ایندیا (هند) کاتالینا» در نامه‌ای که از طرف پدرو د اردیا به شاه کارلوس پنجم در سال ۱۵۳۳ فرستاده شد بود قابل مشاهده است. نام بومی او هرگز در اسناد ذکر نشده است.
طبق سریال درام کلمبیایی «La reina de Indias y el conquistador» (ملکه و فاتح)، نام‌های بومی او "Katalydeyewua" و "Kaitegua" ذکر شده است است.

## بنای تاریخی

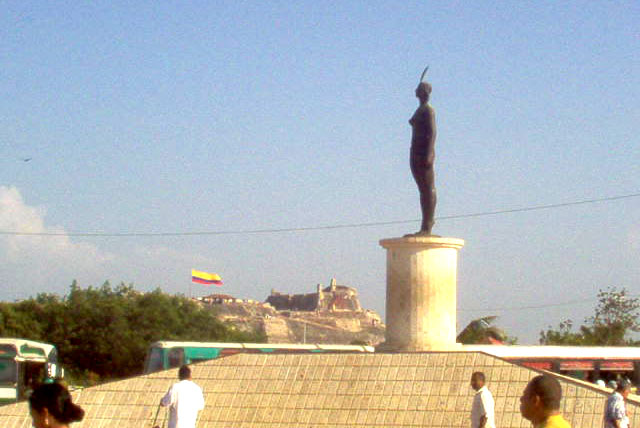
این بنای تاریخی در مرکز تاریخی کارتاخنا واقع شده است. قلعه سنت فیلیپ در پس زمینه آن قابل مشاهده است.

بنای یادبود ایندیا کاتالینا توسط الادیو گیل زامبرانا ساخته شد و در سال ۱۹۷۴ برای عامه مردم به نمایش درآمد. در جوایز جشنواره فیلم کارتاخنا از کپی‌های کوچک همین مجسمه استفاده می‌شود.
برگزار کننده جشنواره فیلم کارتاخنا که ویکتور نیتو نام دارد دستور ساخت مجسمه‌ای را برای جشنواره در سال ۱۹۶۱ داد. در نهایت مجسمه‌ای از کاتالینا ایندیا توسط استاد هکتور لومبانا به عنوان جایزهٔ این جشنواره ساخته شد. در سال ۱۹۷۴، ویکتور نیتو به مجسمه‌ساز اسپانیایی الادیو گیل زامبرانا دستور داد تا بنای یادبودی در مقیاس بزرگتر از جنس برنز بسازد.
بنای یادبود او در کارتاخنا، کلمبیا قرار دارد، جایی که سالانه بازدید کنندگان بسیاری از این مجسمه دیدن می‌کنند. هزاران گردشگر برای عکاسی و کسب اطلاعات بیشتر در مورد ریشه‌ها و فرهنگ مربوط به کاتالینا ایندیا به کارتاخنا می‌آیند و از این مجسمه دیدن می‌کنند.
تا سپتامبر ۲۰۱۱، این مجسمه در تقاطع خیابان پدرو دی هردیا و خیابان ونزوئلا قرار داشت و سپس ۱۲ متر جابجا شد تا راه را برای سیستم حمل و نقل عمومی باز شود. این انتقال باعث نارضایتی بسیاری از اهالی شهر شده است، از جمله خود الادیو گیل که سازنده مجسمه در سال ۱۹۷۴ بود. حتی به دلیل این انتقال راهپیمایی و اعتراضاتی در کارتاخنا برگزار شد.
در حال حاضر، این بنای تاریخی در نزدیکی پارک کاتالینا ایندیا، در تقاطع خیابان پدرو د هردیا و خیابان ونزوئلا قرار دارد.